# ロバート・セシル (初代ソールズベリー伯)
初代ソールズベリー伯爵ロバート・セシル（英: Robert Cecil, 1st Earl of Salisbury, KG, PC、1563年6月1日 - 1612年5月24日）は、イングランドの政治家、貴族。
テューダー朝最後の女王エリザベス1世とステュアート朝最初の国王ジェームズ1世に重臣として仕え、エリザベス朝後期からステュアート朝初期のイングランドの国政を主導した。国王秘書長官（在職：1596年 - 1612年）や大蔵卿（在職：1608年 - 1612年）などを歴任した。
エリザベス1世の即位から晩年までの重臣の初代バーリー男爵ウィリアム・セシルは父である。また19世紀後半に3度にわたってイギリス首相を務めた第3代ソールズベリー侯爵ロバート・ガスコイン＝セシルは9代後の子孫である。

## 概要
1563年、女王エリザベス1世の国王秘書長官初代バーリー男爵ウィリアム・セシルの次男として生まれる。ケンブリッジ大学やリンカーン法曹院等で学び、フランスのソルボンヌ大学にも留学した（→生い立ち）。
父の後援を受けて1584年に庶民院議員に当選して政界入りした。国務を差配する父を補佐し、議会活動を通じてエリザベス女王の目にもとまり、1591年には枢密顧問官に任じられた（→政界入り）。
しかしその後、女王の寵臣第2代エセックス伯爵ロバート・デヴァルーとの権力闘争が始まり、両者は様々な問題で対立を深めるようになった。エセックス伯派とのポスト争いの中で1596年には国王秘書長官、1599年には後見裁判所長官に就任した。1598年から1599年にかけて女王とエセックス伯の関係が悪化したため、セシルが優位に立つようになる。さらに1601年にエセックス伯がクーデターを起こして失敗して処刑されたことで彼の権勢を脅かす者は消え去った（→エセックス伯爵との対立）。
エリザベス女王の晩年にはスコットランド王ジェームズ6世と連絡を緊密にしてステュアート家への王位継承準備を整えた。彼の手まわしのおかげで1603年3月のジェームズ6世（イングランド王ジェームズ1世）への王位継承は大きな混乱なく達成された。新王ジェームズ1世にも重用され続け、1605年にはソールズベリー伯爵位を与えられた（→ステュアート朝への王朝交代）。
1608年に大蔵卿に就任。財政破綻状態の王庫を立て直すべく、既存の財政基盤の増収を徹底させた。さらに議会に対して「大契約」を提案することで国王大権を基礎とした封建的税制から国民への恒常的課税制度を基礎とした近代的財政へ転換させようとしたが、同法案は議会で否決され、挫折した（→財政再建と「大契約」の挫折）。その後、体調を悪くし、1612年5月24日に死去した（→晩年）。
エリザベス女王からもジェームズ1世からも厚く信頼された政治家だった。業績としてはテューダー朝からステュアート朝への王朝交代を混乱なく実現したこと、また「大契約」で封建的財政を廃して近代的財政を作ろうとしたことが特筆される。大契約自体は否決されるものの、50年後の清教徒革命を経てこの構想は実現することになる。背骨が湾曲していたため成人後も身長は150センチ足らずであった。彼の権勢欲をこの肉体的コンプレックスから説明付ける主張が存在する（→人物・評価）。

## 生涯

### 生い立ち
1563年6月1日、女王エリザベス1世の国王秘書長官である初代バーリー男爵ウィリアム・セシルとその後妻ミルドレッド・クック（アンソニー・クックの娘）の次男として生まれる。背骨が湾曲しており、成人後も身長は150センチに届かなかった。
ケンブリッジ大学セント・ジョン・カレッジへ入学し。さらにリンカーン法曹院で法学を学ぶ。
1584年中に短期間だがフランスを中心としたヨーロッパ大陸旅行に出た。フランスではソルボンヌ大学に留学し、演習討議の講義を受講した。異母兄トマス（後の第2代バーリー男爵・初代エクセター伯爵）もフランスへ留学したが、トマスがフランスで女遊びばかりしていたのに対して、ロバートは勉学に励み、フランス語を完璧に習得したうえ、フランス情勢に通じるようになったという。

### 政界入り
父バーリー卿は長男トマスより次男ロバートに才能を認め、ロバートを政界入りさせようと、庶民院議員選挙に立候補させた。1584年から1587年にかけてウェストミンスター選挙区から選出されて庶民院議員を務めた。ついで1588年、1593年、1597年、1601年にはハートフォードシャー選挙区から選出された。庶民院での議員活動を通じてエリザベス女王の目にとまった。
1588年にはスペインとの和平交渉使節団に一員として随行し、オランダ北部地方を訪れた。ここで戦争の荒廃を目の当たりにし、父への手紙の中で「平和は全ての名誉と威厳の生みの親である」と書いた。
1590年に国王秘書長官フランシス・ウォルシンガムが死去すると、父はロバートを後任に据えようとしたが、エリザベス女王が若年すぎると難色を示したため、国王秘書長官職はしばらく空席のままでバーリー卿が国王秘書長官代理を務めることになった。しかしバーリー卿とロバートは常に一緒に仕事をしていたので、1591年秋頃には「国務の全てはセシル親子が牛耳っている」とまで評されるようになったという。
1589年8月には五港長官第10代コバム男爵ウィリアム・ブルックの娘エリザベスと結婚した。持参金2000ポンドという実りの多い結婚だった。
1591年6月にナイトに叙され、その二カ月後の8月には枢密顧問官（PC）に列した。当時の枢密院は国政の中心機関であったからこれは現代で言えば内閣の一員になったに等しかった。
対スペイン戦争に備えた課税をするために召集された1593年の議会では従兄弟のフランシス・ベーコンが国民の貧困と先例化することを理由に課税に反対したが、ロバートは「たとえ経済状態がよくないとしても現在考慮されるべきなのは我々が危険に晒されているということである。二つの災いが迫ってきたなら、我々は小さい災いを選ぶべきである」「先例化することを懸念されているようだが、今回の特別税は決して永続の物ではなく、原因があって生まれた物は原因の消滅とともに消え去る物である」と演説して議会の支持を獲得して特別税可決にこぎつけた（この敗北と伯父バーリー卿が自分を後援してくれない件で、ベーコンはセシル家の親族ながらセシル家と敵対的な第2代エセックス伯爵ロバート・デヴァルーの派閥へと移る）。

### エセックス伯爵との対立

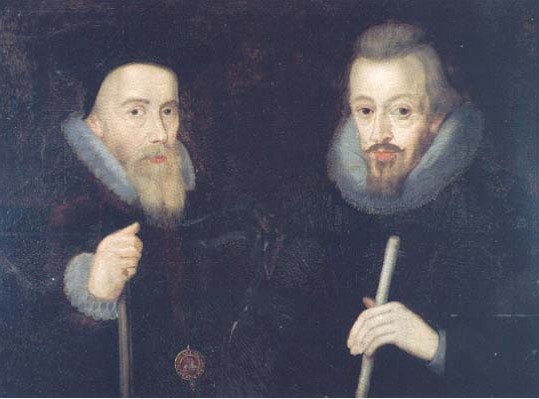
父バーリー男爵ウィリアム・セシルとロバート・セシルを描いた絵画（1596年頃）

宮廷内ではエリザベス女王の寵臣であるエセックス伯（1593年に枢密顧問官となる）とセシル親子の対立が深まっていった。エセックス伯はエリザベス女王と血縁関係があり、野心的な美男子だったため、国民人気が高かった。特に都市とその選挙区における人気は絶大であり、セシル親子も圧倒されるほどだった。
エセックス伯は宮廷内にセシル親子に対抗する派閥を作ろうと自分の取り巻きを高官職に就けることに腐心した。1593年には法務長官トマス・エジャートンが国璽尚書兼大法官に昇進したのに伴って法務長官ポストが空席となったが、その後任人事をめぐって、エセックス伯が庶民院議員フランシス・ベーコンを推したのに対してセシル親子は法務次官エドワード・コークを推して対立が深まった。結局この件はエリザベス女王が1594年にコークに決定したことでセシル親子の勝利に終わったが、エセックス伯の女王の寵愛や国民人気は続き、セシル親子の権勢を脅かし続けた。

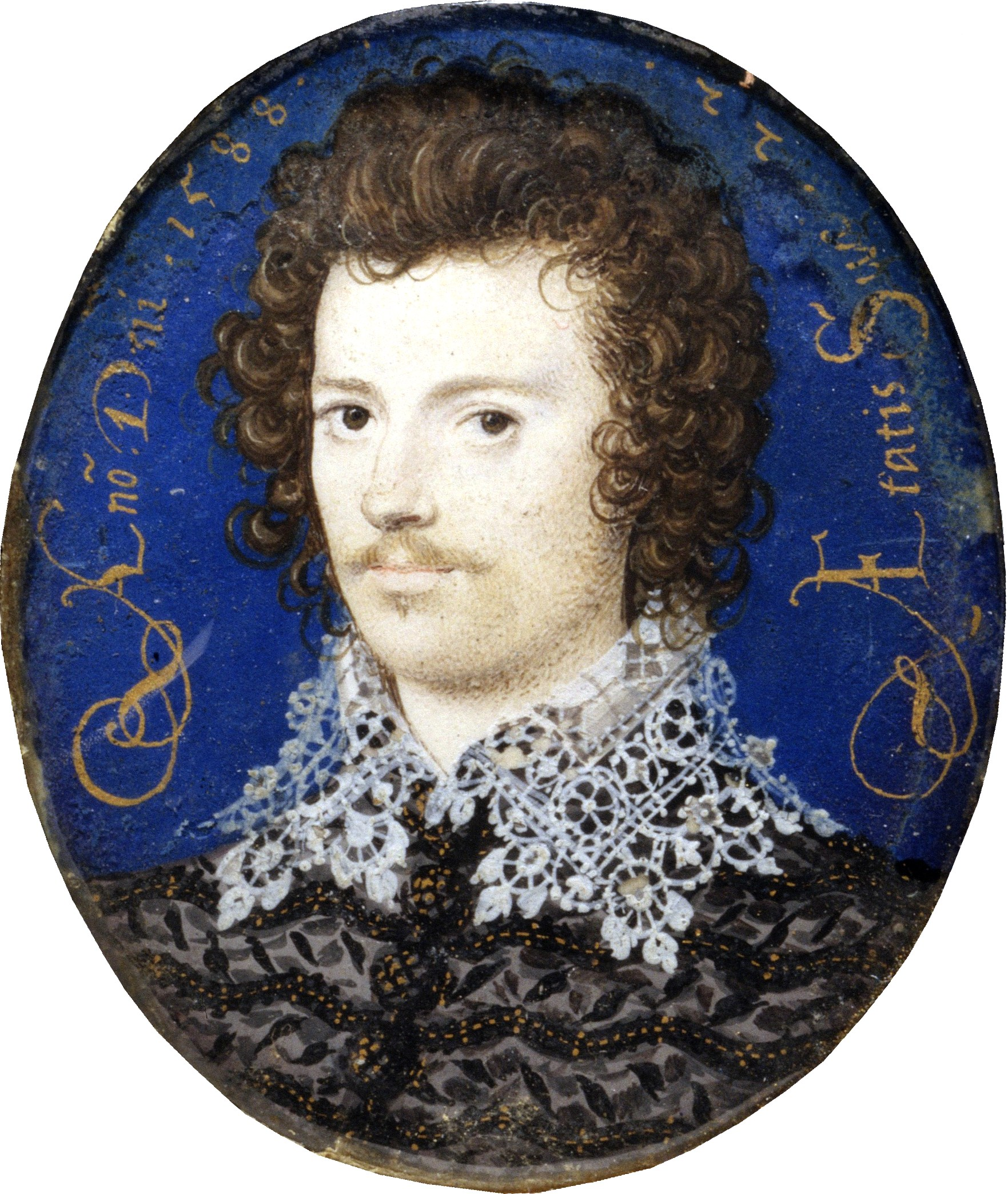
第2代エセックス伯爵ロバート・デヴァルー（ニコラス・ヒリアード画、1596年頃）

ついでエセックス伯は、女王暗殺を企んだとしてポルトガル・ユダヤ人の女王侍医ロドリゴ・ロペスを逮捕したが、長く女王に仕えてきたロペスが今更そんなことをするはずがないと考えたセシル親子は冤罪と主張し、再びエセックス伯と対立した。女王もはじめ冤罪と考え、エセックス伯を叱責したが、まもなくエセックス伯の説得で翻意し、ロペスの取り調べを許した。エセックス伯は世論の反ユダヤ主義が高まったのを好機として、ロペスを是が非でも犯人に仕立て上げようとし、拷問の末に「自白」を引き出して裁判にかけて死刑に追い込んだ。
エセックス伯がカディスへ出兵していて不在の1596年7月、セシルは国王秘書長官に任じられた。同じくエセックス伯がアゾレスへ出兵していて不在の1597年にランカスター公領大臣に任じられた。もちろんエセックス伯としては自分の不在時にセシルが高官ポストを次々と得ていることを快くは思っていなかったが、エセックス伯自身も戦争指揮によって英雄化し、セシル親子に対抗する足場を着実に築いていった。
スペインとの戦争が長引く中、女王の宮廷の廷臣たちの意見は二つに分かれた。セシル親子をはじめとする和平派とエセックス伯をはじめとする主戦派である（エセックス伯は戦争が終わってしまうと自分の国民人気が薄くなり、セシル親子の権力が増大すると恐れていた）。1598年2月にセシルはフランス・パリへ派遣され、フランス単独でスペインと講和を結ばないようアンリ4世の説得にあたった。しかし成果はなく、フランスは5月にもスペインと講和して、イングランド・ネーデルラントとの同盟から離れている。セシルら和平派はこれを機にイングランドもスペインと講和に入るべきと主張したが、エセックス伯ら主戦派はこれまでネーデルラントに投資してきた金が全て無駄になると主張して徹底抗戦を唱え続けた。この論争は最終的にはネーデルラント外交官たちの巧みさもあって主戦派が勝利している。
1598年7月1日にはアイルランド総督人事の論争をめぐって女王がエセックス伯を侮辱し、それに激怒したエセックス伯が剣に手をかけるという事件があり、女王とエセックス伯の関係がギクシャクした。セシルにとっては好機だったが、彼も同時期に痛手を被った。8月4日に父バーリー卿が死去したのだった。
翌1599年には父が就いていた後見裁判所長官に就任した。これは人事権を掌握する実りのいい役職であった。
一方エセックス伯はアイルランド総督に任じられ、1599年3月にアイルランド反乱鎮圧に向かったが、鎮圧に失敗し、9月には軍を置き去りにして一人逃げ戻ってきた。女王は彼を自宅謹慎処分とし、期限切れが迫っているエセックス伯のワイン輸入税の独占権を更新しないことを決定した。これはエセックス伯にとって大きな経済的打撃だった。世論のエセックス伯人気は依然高く、巷にはセシルが女王に讒言を行い、エセックス伯を陥れようとしているという風説が流れた。こうした自らの国民人気を過信したエセックス伯は1601年2月、セシルの解任を女王に強要すべくクーデターを起こしたが、民衆はほとんど参加しなかった。セシルの対応も素早く、ただちにエセックス伯を大逆者と断じ、軍隊を出動させた。エセックス伯は瞬く間に逮捕され、裁判の末に死刑となった。
エセックス伯の失脚でセシルの権勢を脅かしうる者はいなくなった。

### ステュアート朝への王朝交代

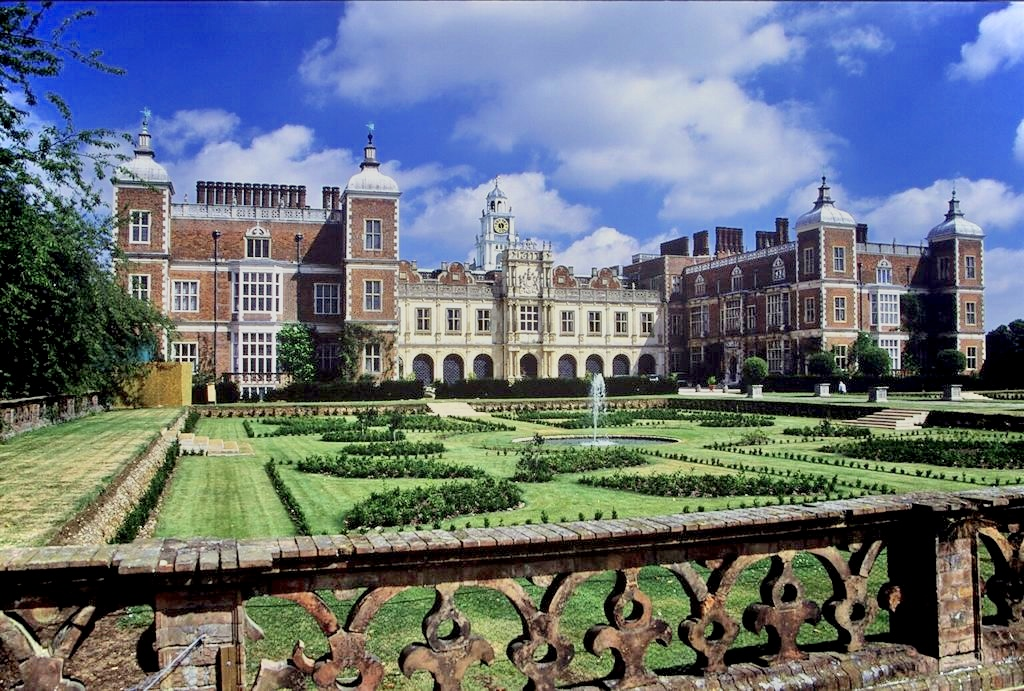
ハットフィールド・ハウス。現在もソールズベリー侯爵家の所有である。

エリザベス女王は生涯結婚しなかったため、子供もなかった。また自らの影響力の低下を恐れて後継者の指名もしなかった。しかしスチュアート家のスコットランド王ジェームズ6世が衆目の一致する後継者であった。そのため女王の晩年にはイングランド有力者はこぞってジェームズ6世と接触を図った。この面においてはエセックス伯がセシルに先んじており、ジェームズ6世に自らを売り込むと同時にセシルがいかに信用ならない者かを吹聴していた。しかし1601年にエセックス伯が処刑されたため、ジェームズ6世は交渉相手をセシルに切り替えるしかなくなり、以降2人は2年に渡って文通した。その間セシルはイングランドをいかに統治すべきかをジェームズ6世に助言し、信仰を異にする者を迫害・処刑してはならないことなどを説いた。ジェームズ6世も留保を付けながらもセシルの助言に概ね同意を表明した。また政敵への讒言もジェームズ6世に吹き込み、ウォルター・ローリーを失脚へ追いやった。
1603年3月に入るとエリザベス女王が重体となった。セシルは女王崩御に備え、ジェームズ6世に彼がイングランド王に即位する旨の布告の原案を送り届けて王位継承準備を整えた（エリザベスがジェームズへの王位継承を認めていたかどうかは不明）。3月24日にエリザベスは崩御し、ジェームズ6世が同君連合でイングランド王ジェームズ1世として即位し、ステュアート朝が始まった。ジェームズ1世への王位継承がスムーズに行えたのは、セシルの尽力によるところが大きかった。
ジェームズ1世はエリザベス体制を継続するという暗黙の条件でやってきたため、セシルはジェームズ1世の許でも国王秘書長官に在職し続けることができた。ジェームズ1世の下で外交を主導し先代の反スペインから親スペインへ方針転換、1604年8月にロンドン条約を締結した。ジェームズ1世も平和外交を重視、スペインとフランスの調停者として振る舞った。
ジェームズ1世は同年5月にもセシルにエッセンドンのセシル男爵位を与えた。さらに1604年8月にはクランボーン子爵、1605年5月にはソールズベリー伯爵位を与えた。またジェームズ1世との邸宅交換でハートフォードシャーにあるハットフィールド・ハウスを手に入れ、以降この邸宅は現在に至るまでソールズベリー伯爵・ソールズベリー侯爵家（第7代ソールズベリー伯爵ジェームズ・セシルの代の1789年にソールズベリー侯爵位を与えられる）に代々受け継がれている。

### 財政再建と「大契約」の挫折
1608年からは大蔵卿を兼務し、王庫を預かるようになった。当時の財政はジェームズ1世の浪費もあって慢性的な破たん状態にあったため、ソールズベリー伯はまず既存の財政基盤の増収を図った。王領に広範囲の調査を行い、王領の借地料収入を3倍以上にした。また各方面の強い反発を押し切って関税の輸入品目を増やした。こうした努力が実って1608年時点で100万ポンドあった負債は1610年までに28万ポンドに減少した。しかし既存の財政基盤の増収だけではこれが限界であり、28万ポンドの負債と将来発生する年5万ポンドの恒常的赤字を埋めるのは困難であった。
そこでソールズベリー伯は1610年2月に召集された議会において「大契約」と呼ばれる財政提案を行った。これは議会が60万ポンドの一時金と毎年20万ポンドの税収の許可を出す事を条件に国王の徴発権など封建的税制を廃止するという内容だった。封建制の名残である国王大権に頼ることなく、国民への恒常的課税制度を財政の中心にしようという近代的・革新的政策であった。「大契約」提出時の庶民院は一時金の金額を20万ポンドに減額すれば応じるかのような譲歩の姿勢を見せていたが、一度庶民院が閉会され、1610年11月に再開された際の庶民院の反応は冷たく、20万ポンドに減額された一時金案さえも否決した。閉会中、庶民院議員たちはそれぞれの地元に帰省していたが、そこで選挙区民から政府に譲歩しないよう改めて釘を刺されていたためだった。
この失敗により国王の信任は失われていったが、国王は内政外交を知り尽くした政治家としてソールズベリー伯を手放すことは最後までなかった。

### 晩年
ソールズベリー伯は財政改革に情熱を注いでいたため、この挫折は大きな失望となった。もともと病弱だったソールズベリー伯は失意の晩年を送っているうちに体調を悪化させていき、1612年5月24日に死去した。

## 人物・評価

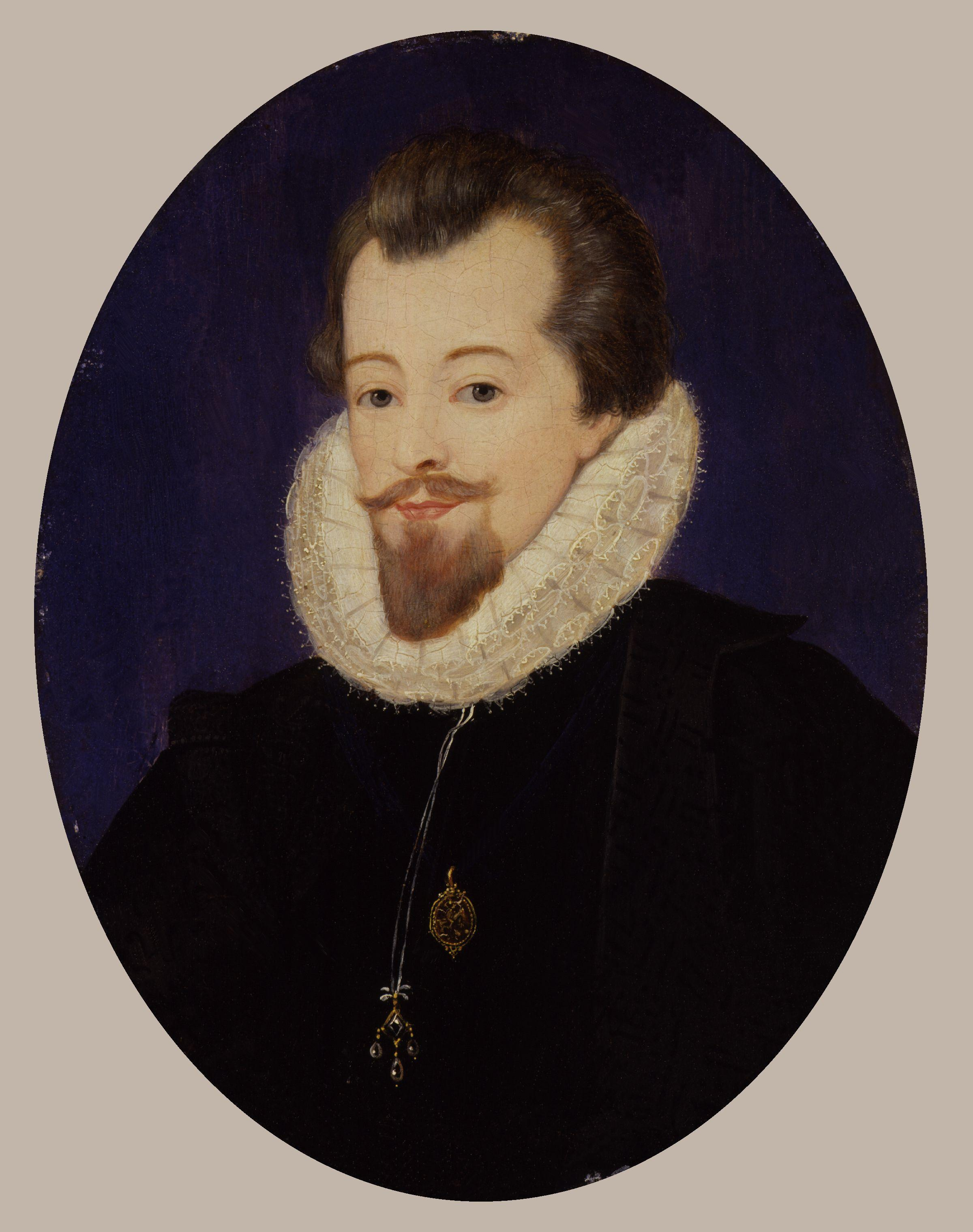
ジョン・ド・クリッツ画の初代ソールズベリー伯ロバート・セシル

宰相としての賢明な助言、ハートフォードシャー選挙区選出庶民院議員としての議会対策でエリザベス女王から厚く信頼されていた。イングランドではエリザベス朝期にはすでに課税の承認などを通じて議会が国政上の最重要機関の一つになっていたので、有能な政治家であるためには議会対策能力は必須であり、ロバート・セシルはその能力をいかんなく発揮できる政治家だった。次の王ジェームズ1世からも厚く信頼され、「大契約」が議会から拒絶された後もジェームズ1世は最後までロバートを手放さなかった。従兄弟でライバル関係のフランシス・ベーコンはロバートについて「国政をより良くする力量を持った政治家ではないが、悪化を防ぐのに適任の政治家だった」と評価している。
業績としては王権交代に際して流血や混乱があるのが一般的だった時代にあってテューダー朝からステュアート朝への王朝交代を大きな混乱なく成し遂げたことと、また「大契約」によって王の領地や大権から得る収入を基礎とする封建的財政から国民への課税を基礎とする近代的財政へと転換させようとしたことの2つがあげられる、「大契約」は否決されるものの、この時の提案が一つの先例となって50年後に清教徒革命を経て実現することになる。
背骨の湾曲で成人後も身長150センチ足らずだったため、「せむしの怪人」「ピグミー」「小人」「悪魔のロバート」などと陰口された。また足を地面に擦るような独特の歩き方をしたという。ベーコンは、ロバートの権勢欲の強さを肉体的コンプレックスの裏返しと見て、それを念頭に「不具について」という論文を書いた。そのなかでベーコンは「自分の体の中に軽蔑を招く何か根絶し難い物がある人は、誰でもまた自分自身の中に自分を侮辱から救い出して解放しようという動機を持ち続ける。それゆえ身体的欠陥のある人は全員大胆である。はじめは侮辱から自分を守ろうとしてであるが、時が経つにつれてそれが一般的習性になるからである」と分析した。
父のバーリー男爵が真面目一辺倒だったのと対照的にロバートにはユーモアのセンスがあったという。友人たちへの手紙の中でそのセンスを残している。
政敵であるエセックス伯ロバート・デヴァルーとは対照的だった。エセックス伯が長身で体格がよく武術に優れていたのに対し、ロバートは低身長・虚弱体質だった。性格もエセックス伯が短気・激情的なのに対し、ロバートは慇懃で物腰の柔らかく、人あしらいがうまかった。そのためエセックス伯がしばしばエリザベスを怒らせたのに対し、ロバートは女王の気持ちが収まるのを待つのを常としたという。
オウムをペットとして飼っており、宴会の席上などにも連れて来てテーブルの上をよちよち歩かせて披露したという。

## 栄典

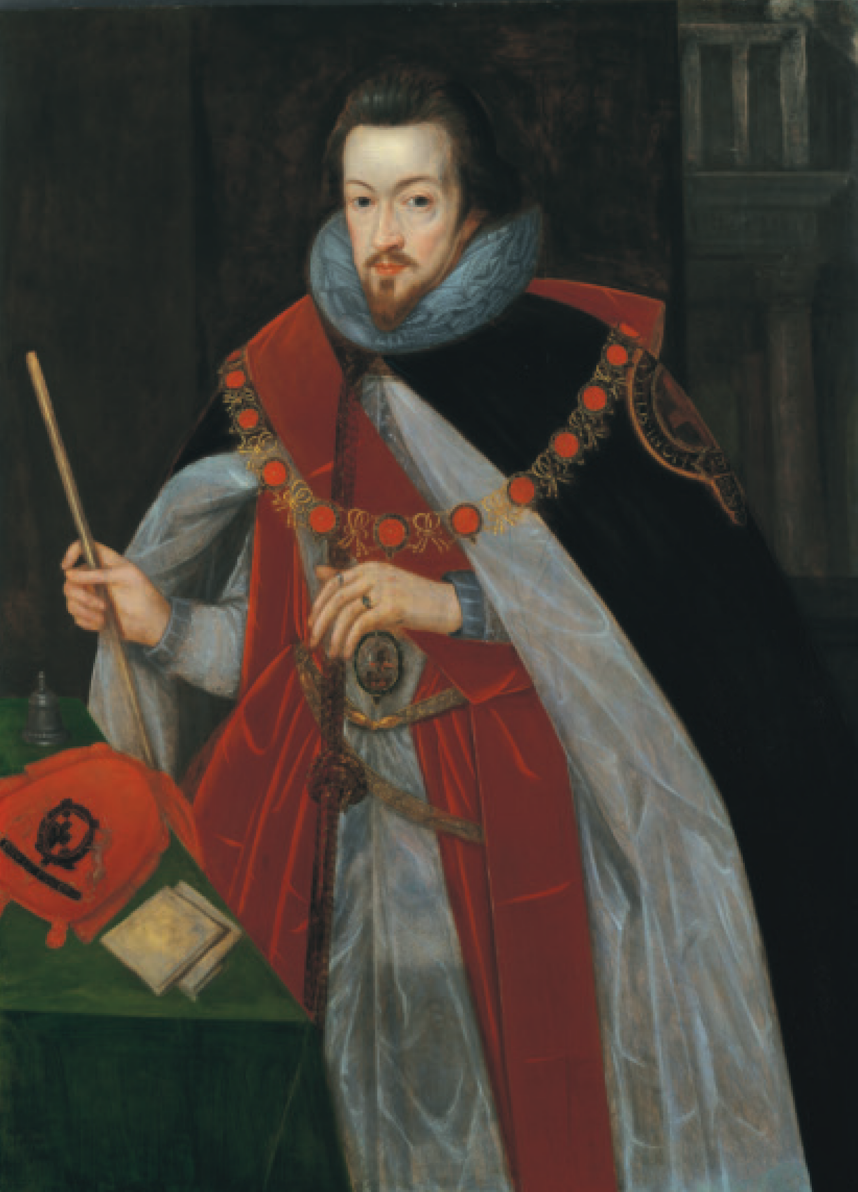
1608年のガーター騎士団の正装をしたソールズベリー卿（ジョン・デ・クリッツ画）

### 爵位
1603年5月13日に以下の爵位を新規に叙された
- エッセンドンの初代セシル男爵 (1st Baron Cecil of Essendon)
(勅許状によるイングランド貴族爵位)

1604年8月20日に以下の爵位を新規に叙された。
- 初代クランボーン子爵 (1st Viscount Cranborne)
(勅許状によるイングランド貴族爵位)

1605年5月4日に以下の爵位を新規に叙された。
- 初代ソールズベリー伯爵 (1st Earl of Salisbury)
(勅許状によるイングランド貴族爵位)

### 勲位・名誉職など
- 1591年、ナイト[10]
- 1604年1月、バス勲章勲爵士（KB）[2]
- 1605年-1612年、ハートフォードシャー知事（英語版）[2]
- 1606年、ガーター勲章勲爵士（KG）[2]
- 1611年-1612年、ドーセット知事（英語版）[2]

## 家族
1589年に第10代コバム男爵ウィリアム・ブルックの娘エリザベスと結婚し、彼女との間に以下の3子を儲ける。
- 第1子（長女）キャサリン・セシル嬢
- 第2子（長男）第2代ソールズベリー伯爵ウィリアム・セシル（1591-1668）
- 第3子（次女）フランセス・セシル嬢（1593-1643）：第5代カンバーランド伯爵ヘンリー・クリフォード（英語版）と結婚。

## 演じた人物
- 2005年のイギリス・ドラマ『エリザベス1世 〜愛と陰謀の王宮〜』ではトビー・ジョーンズが演じた[42]。
- 2011年のイギリス・ドイツ映画『もうひとりのシェイクスピア』ではエドワード・ホッグ（英語版）が演じた[43]。